# Ірій (гурт)
Ірій — український музичний гурт зі Львова, що грає у стилі фольк-метал з рисами напрямків дум-метал, готик-метал, паган-метал і симфо-метал. Тематика текстів — слов'янська міфологія, народні пісні тощо.

## Склад гурту
- Ксенія Рихальська — вокал, флейта, автор більшості текстів
- Микола Єрега — соло-гітара
- Дмитро Орлов — бас-гітара
- Роман Працьовитий — ритм-гітара
- Назарій Самотіс — ударні

## Історія гурту
Гурт Ірій був створений у травні 2000 р. Романом Працьовитим і Андрієм Кіндратовичем. Через кілька місяців долучились соло-гітарист Василь Шевчук, вокалістка Ксенія Рихальська. А у листопаді 2001 р. приєднались барабанщик Андрій Копильчак і клавішник Григорій Ігнатович.
Через 3 місяці репетицій відбувся перший концерт у клубі «Лялька», 18 лютого 2001 р. разом із гуртами Sanitarium, Misery, Schmeisser. Тоді Ірій дуже виділявся на фоні решти гуртів, які грали треш-метал і дез-метал. Музика гурту відрізнялася мелодійністю, створювала атмосферу. Початково стиль гурту визначався як фольк-дум, але поступово музика ставала швидшою і енергійнішою.
Навесні 2002 р. Ірій одним з перших був прийнятий до рок-клубу «Фіра», де записали демоальбом «Легенда». За 2002 р. гурт відіграв близько 15 концертів у Львові та області, виступив на фестивалі «Рокотека».
Звучання Ірію порівнювали із Therion (альбом «Theli»), а на готичній вечірці у «Ляльці» 9 жовтня ведучий назвав Ірій львівським Nightwish.
У 2003–2006 роках Ірій існує без постійного складу — у кінці 2002 року пішли з гурту клавішник і барабанщик, а бас-гітарист Андрій Кіндратович перейшов у гурт Полинове поле у 2005 році. Проте, на початку 2005 року Ірій дає сольний концерт у клубі «Пивна Бочка» (Київ).
Починаючи з кінця 2006 року гурт в оновленому складі записує нові пісні у чудовій якості та дає низку концертів по Україні. Зокрема у серпні 2007 року гурт бере участь у фестивалі «Red alert open air festival» у Криму (м. Євпаторія), а у вересні Ірій вже вдруге бере участь у фестивалі середньовічної культури «Тустань» (у м. Тустань), 28 жовтня Ірій виступає на одній сцені з гуртом Вій у клубі «ОднеВсе» (Львів), а 17 листопада дає сольний концерт у клубі «Барви» (Київ). Зараз учасники гурту працюють над новими записами і планують видання двох альбомів.

## Дискографія

### Репетиційні записи
- 2001 — Репетиційний запис;

### Демо
- 2002 — Легенда;
- 2006 — Русалка;
- 2006 — Демо 2006;
- 2007 — Демо 2007;

### Концертні записи
- 2007 — Metal Heads Mission Fest;
- 2008 — Tribute To Iron Maiden;

### Збірки
- 2008 — Дракон;